# Wira Missewytsch
Wira Antoniwna Missewytsch (ukrainisch Віра Антонівна Місевич; * 10. April 1945 in Kiew, USSR; † 4. März 1995 ebenda) war eine ukrainische Dressurreiterin.

## Karriere
Missewytsch nahm an den Olympischen Spielen 1980 in Moskau teil und gewann mit dem sowjetischen Team die Goldmedaille in der Dressur. In der Einzelwertung belegte sie mit dem Pferd Plot den vierten Platz. Bereits zuvor hatte sie bei den Europameisterschaften 1977 mit der sowjetischen Mannschaft die Bronzemedaille gewonnen. 1981 folgte erneut Mannschaftsbronze, ebenfalls mit Plot.
Sie wurde 1980, 1981 und 1983 sowjetische Meisterin in der Dressur. Für ihre sportlichen Erfolge erhielt sie 1980 den Titel Verdiente Meisterin des Sports der UdSSR und wurde mit dem Zeichen der Ehre ausgezeichnet.
Missewytsch absolvierte ein Studium am Staatlichen Institut für Körperkultur und arbeitete später auch als Reittrainerin. Darüber hinaus war sie als Reitdouble in Filmen tätig und übernahm im Film Isegrim eine eigene Rolle.